# Arcuatopterus thalictrioideus
Arcuatopterus thalictrioideus är en flockblommig växtart som beskrevs av M.L.Sheh och R.H.Shan. Arcuatopterus thalictrioideus ingår i släktet Arcuatopterus och familjen flockblommiga växter. Inga underarter finns listade i Catalogue of Life.